# 1980 en arts plastiques
| Années des arts plastiques : 1977 - 1978 - 1979 - 1980 - 1981 - 1982 - 1983    |
| Décennies des arts plastiques : 1950 - 1960 - 1970 - 1980 - 1990 - 2000 - 2010 |

Cette page concerne l'année 1980 en arts plastiques.

## Événements
- 16 février-13 avril : exposition L'altra metà dell'avanguardia 1910-1940 (L'autre moitié de l'avant-garde 1910-1940. Peintres et sculptrices des avant-gardes historiques) organisée par Lea Vergine au Palazzo Reale de Milan, présentant 114 artistes femmes du XXe siècle liées aux avant-gardes, du Blaue Reiter au surréalisme.
- Inauguration du Prix national d'arts plastiques espagnol. Juan Manuel Díaz Caneja (peintre), Antoni Cumella (es) (céramiste), Albert Ràfols-Casamada (peintre), Martín Chirino López (es) (sculpteur), Carola Torres (es) (tapissier) et Manuel Boix (peintre, sculpteur et graveur) sont les premiers lauréats[1].

## Naissances
- 21 octobre : Louise Tilleke, peintre, installationniste et vidéaste franco-suédoise.

## Décès
- 16 janvier : Benjamín Palencia, peintre espagnol (° 7 juillet 1894),
- 18 janvier : David Seifert, peintre russe puis soviétique (° 31 décembre 1896),
- 21 janvier : Michel Adlen, peintre et graveur russe puis soviétique (° 15 mai 1898),
- 27 janvier : Hans Aeschbacher, sculpteur abstrait suisse (° 18 janvier 1906),
- 4 février : Stojan Aralica, peintre serbe puis yougoslave (° 24 décembre 1883),
- 17 février : Venusto Papini, peintre italien (° 3 juin 1899),
- 21 février : Camille Graeser, peintre, architecte d'intérieur, designer et graphiste suisse (° 27 février 1892),
- 22 février : Oskar Kokoschka, peintre autrichien (° 1er mars 1886),
- 1er mars : Anna Ticho, peintre israélienne (° 27 octobre 1894),
- 18 mars : Tamara de Lempicka, peintre américain d'origine polonaise (° 16 mai 1898),
- 29 mars : Serge Kislakoff, peintre français d'origine russe (° 14 décembre 1897),
- 21 avril : Sohrab Sepehri, poète, écrivain et peintre iranien (° 7 octobre 1928),
- 11 mai : Zareh Mutafian, peintre français d'origine arménienne (° 15 mars 1907),
- 16 mai : Edith Basch, peintre portraitiste hongroise (° 30 septembre 1895),
- 18 mai : Semyon Tchouikov, peintre russe puis soviétique (° 30 octobre 1902),
- 24 mai : Jorge González Camarena, peintre et sculpteur mexicain (° 24 mars 1908),
- 26 mai : André Tondu, peintre français (° 11 février 1903),
- 4 juin : Robert Fontené, peintre, graveur et illustrateur français de l'École de Paris (° 6 janvier 1892),
- 15 juin : Umberto Lilloni, peintre italien (° 1er mars 1898),
- 30 juin : Mizufune Rokushu, peintre japonais (° 26 mars 1912),
- 7 juillet : Pierre-Eugène Clairin, peintre, illustrateur, graveur et résistant français (° 14 mars 1897),
- 12 juillet : Bea Orpen, peintre de paysage et de portrait et professeure irlandaise (° 7 mars 1913),
- 18 juillet : Juan José Calandria, peintre et sculpteur uruguayen (° 12 décembre 1902),
- 22 juillet : Edward Henri Guyonnet, peintre français (° 24 avril 1885),
- 6 août : Marino Marini, sculpteur et peintre italien (° 27 février 1901),
- 12 août : Fernand Guignier, peintre et sculpteur français (° 29 août 1902),
- 17 août : Robert Malaval, dessinateur, peintre et sculpteur français (° 29 juillet 1937),
- 20 août : Camille Descossy, peintre et graveur français (° 24 mai 1904),
- 21 août : Gaston Pottier, peintre français (° 14 mai 1885),
- 25 août : Guy-David, peintre français (° 20 décembre 1911),
- 3 octobre : Georges Brisson, peintre, graveur et céramiste français (° 15 mars 1902),
- 9 octobre : René Besset, peintre français (° 3 mai 1900),
- 10 octobre : Mai-Thu, peintre français d'origine vietnamienne (° 10 novembre 1906),
- 17 octobre :
  - René Gouast, peintre français (° 12 août 1897),
  - Ivan da Silva-Bruhns, peintre et décorateur français  (° 1881),
- 23 octobre : Auguste Trémont, peintre et sculpteur luxembourgeois (° 31 décembre 1892),
- 26 octobre : Ludomir Sleńdziński, peintre figuratif, sculpteur et pédagogue polonais (° 29 octobre 1889),
- 1er novembre : Georges Capon, peintre et lithographe français (° 7 avril 1890),
- 9 novembre : Toyen, peintre surréaliste austro-hongroise puis tchécoslovaque (° 21 septembre 1902),
- 15 novembre :
  - Jacques Maret, peintre, graveur, illustrateur et poète français (° 27 septembre 1900),
  - Henri Olive-Tamari, peintre, graveur, céramiste et poète français (° 11 août 1898),
- 26 novembre : Richard Oelze, peintre allemand (° 29 juin 1900),
- 27 novembre : Vladimir Naïditch, peintre français de l'École de Paris (° 26 août 1903),
- 28 novembre : Nahum Gutman, peintre, sculpteur et auteur israélien (° 15 octobre 1898),
- 7 décembre : Thérèse Ott, peintre française (° 13 novembre 1896),
- 8 décembre : Werner Zurbriggen, peintre et graphiste suisse (° 6 octobre 1931),
- 13 décembre : Kiyoshi Hasegawa, peintre et graveur japonais († 9 décembre 1891),
- 14 décembre : Émile Lahner, peintre et graveur français d'origine hongroise (° 22 septembre 1893),
- 23 décembre : Jan Vaerten, peintre belge (° 5 août 1909),
- 26 décembre : Giuseppe Balbo, peintre italien (° 1er août 1902),
- ? :
  - Pierre Chartier, peintre français (° 1894),
  - Édouard-Jules Eveno, peintre paysagiste, portraitiste et sculpteur animalier français (° 11 septembre 1884),
  - Gérard Laenen, peintre et sculpteur belge (° 1899),
  - Alfred Ernest Peter, peintre naïf suisse (° 22 février 1890).